# هوسبرون
هوسبرون (به آلمانی: Hausbrunn) یک منطقهٔ مسکونی در اتریش است که در ناحیه میستلباخ واقع شده‌است. هوسبرون ۸۶۹ نفر جمعیت دارد.